# Lugás
Lugás (en asturiano y oficialmente Llugás) es una parroquia del concejo de Villaviciosa, en la comunidad autónoma del Principado de Asturias, España. Cuenta con una población de 84 habitantes (INE, 2020).
Está situada a cuatro kilómetros de la capital del concejo, Villaviciosa. Limita al norte con las parroquias de Amandi y Fuentes, al sur con la de Viñón, al oeste con la de Celada, y al este con la de Coro.

## Localidades
La parroquia está formada por las siguientes poblaciones:
- Arpandi, casería
- Arrabal (L'Arrabal), aldea
- Cajide (Caxide), aldea
- Contina, aldea
- Fontines (Les Fontines), casería
- La Pedrera, aldea
- Pelamantas (Pelamanta), casería
- Peredi, casería

## Demografía
| Gráfica de evolución demográfica de Lugás entre 2000 y 2020        |
|                                                                    |
| Población de derecho (2000-2020) según el padrón municipal del INE |

## Patrimonio
- Santuario de la Virgen de Lugás